# Jean Claessens
Jean Claessens (ur. 18 lipca 1908 w Anderlechtcie, zm. 19 grudnia 1978) – belgijski piłkarz, reprezentant kraju, grający na pozycji obrońcy. 

## Kariera klubowa
Podczas kariery klubowej występował w latach 1926–1939 w Royale Union Saint-Gilloise. Według statystyk, w 247 występach w koszulce Les Unionistes, strzelił 29 bramek. Trzykrotnie świętował z klubem Mistrzostwo Belgii  w sezonach 1932/33, 1933/34 i 1934/35.
Podczas II wojny światowej grał dla Racing Club de Bruxelles oraz RAEC Mons, w którym w 1946 zakończył karierę piłkarską.  
| Sezon   | Klub                        | Kraj   | Rozgrywki     | Mecze | Bramki |
| ------- | --------------------------- | ------ | ------------- | ----- | ------ |
| 1925/26 | Royale Union Saint-Gilloise | Belgia | Eerste klasse | 1     | 1      |
| 1926/27 | Royale Union Saint-Gilloise | Belgia | Eerste klasse |       |        |
| 1927/28 | Royale Union Saint-Gilloise | Belgia | Eerste klasse | 1     | 0      |
| 1928/29 | Royale Union Saint-Gilloise | Belgia | Eerste klasse | 18    | 7      |
| 1929/30 | Royale Union Saint-Gilloise | Belgia | Eerste klasse | 13    | 0      |
| 1930/31 | Royale Union Saint-Gilloise | Belgia | Eerste klasse | 25    | 1      |
| 1931/32 | Royale Union Saint-Gilloise | Belgia | Eerste klasse | 26    | 5      |
| 1932/33 | Royale Union Saint-Gilloise | Belgia | Eerste klasse | 26    | 7      |
| 1933/34 | Royale Union Saint-Gilloise | Belgia | Eerste klasse | 23    | 0      |
| 1934/35 | Royale Union Saint-Gilloise | Belgia | Eerste klasse | 23    | 5      |
| 1935/36 | Royale Union Saint-Gilloise | Belgia | Eerste klasse | 26    | 1      |
| 1936/37 | Royale Union Saint-Gilloise | Belgia | Eerste klasse | 24    | 0      |
| 1937/38 | Royale Union Saint-Gilloise | Belgia | Eerste klasse | 26    | 1      |
| 1938/39 | Royale Union Saint-Gilloise | Belgia | Eerste klasse | 15    | 1      |
| 1939/40 | Racing Club de Bruxelles    | Belgia | Eerste klasse | 15    | 0      |
| 1940/41 | Racing Club de Bruxelles    | Belgia | Eerste klasse | 9     | 0      |
| 1941/42 | Racing Club de Bruxelles    | Belgia | Eerste klasse | 26    | 0      |
| 1942/43 | Racing Club de Bruxelles    | Belgia | Eerste klasse | 24    | 1      |
| 1943/44 | RAEC Mons                   | Belgia |               | 22    | 0      |
| 1944/45 | RAEC Mons                   | Belgia |               |       |        |
| 1945/46 | RAEC Mons                   | Belgia |               |       |        |

## Kariera reprezentacyjna
Claessens karierę reprezentacyjną rozpoczął 17 kwietnia 1932 w meczu przeciwko Holandii, przegrany 1:2. W 1934 został powołany przez trenera Hectora Goetincka na Mistrzostwa Świata we Włoszech. 
Jego reprezentacja poległa w pierwszej rundzie z Niemcami 2:5, a Claessens rozegrał pełne 90 minut. 
Po raz ostatni w drużynie narodowej wystąpił 8 marca 1936 w przegranym 0:3 meczu z Francją. Łącznie w latach 1932–1936 zagrał w 21 spotkaniach reprezentacji Belgii. 
| Mecze i gole w reprezentacji | Mecze i gole w reprezentacji | Mecze i gole w reprezentacji | Mecze i gole w reprezentacji | Mecze i gole w reprezentacji | Mecze i gole w reprezentacji | Mecze i gole w reprezentacji |
| #                            | Data                         | Miasto                       | Przeciwnik                   | Gol                          | Wynik                        | Rozgrywki                    |
| ---------------------------- | ---------------------------- | ---------------------------- | ---------------------------- | ---------------------------- | ---------------------------- | ---------------------------- |
| 1.                           | 17.04.1932                   | Amsterdam                    | Holandia                     |                              | 1:2                          | towarzyski                   |
| 2.                           | 01.05.1932                   | Bruksela                     | Francja                      |                              | 5:2                          | towarzyski                   |
| 3.                           | 11.12.1932                   | Bruksela                     | Austria                      |                              | 1:6                          | towarzyski                   |
| 4.                           | 12.02.1933                   | Bruksela                     | Włochy                       |                              | 2:3                          | towarzyski                   |
| 5.                           | 12.03.1933                   | Zurych                       | Szwajcaria                   |                              | 3:3                          | towarzyski                   |
| 6.                           | 26.03.1933                   | Colombes                     | Francja                      |                              | 0:3                          | towarzyski                   |
| 7.                           | 07.05.1933                   | Amsterdam                    | Holandia                     |                              | 2:1                          | towarzyski                   |
| 8.                           | 04.06.1933                   | Warszawa                     | Polska                       |                              | 1:0                          | towarzyski                   |
| 9.                           | 11.06.1933                   | Wiedeń                       | Austria                      |                              | 1:4                          | towarzyski                   |
| 10.                          | 26.11.1933                   | Bruksela                     | Dania                        |                              | 2:2                          | towarzyski                   |
| 11.                          | 21.01.1934                   | Bruksela                     | Francja                      |                              | 2:3                          | towarzyski                   |
| 12.                          | 29.04.1934                   | Deurne                       | Holandia                     |                              | 2:4                          | El. MŚ 1934                  |
| 13.                          | 27.05.1934                   | Florencja                    | III Rzesza                   |                              | 2:5                          | MŚ 1934                      |
| 14.                          | 31.03.1935                   | Amsterdam                    | Holandia                     |                              | 2:4                          | towarzyski                   |
| 15.                          | 14.04.1935                   | Bruksela                     | Francja                      |                              | 1:1                          | towarzyski                   |
| 16.                          | 28.04.1935                   | Bruksela                     | III Rzesza                   |                              | 1:6                          | towarzyski                   |
| 17.                          | 12.05.1935                   | Bruksela                     | Holandia                     |                              | 0:2                          | towarzyski                   |
| 18.                          | 30.05.1935                   | Bruksela                     | Szwajcaria                   |                              | 2:2                          | towarzyski                   |
| 19.                          | 17.11.1935                   | Bruksela                     | Szwecja                      |                              | 5:1                          | towarzyski                   |
| 20.                          | 16.02.1936                   | Bruksela                     | Polska                       |                              | 0:2                          | towarzyski                   |
| 21.                          | 08.03.1936                   | Colombes                     | Francja                      |                              | 0:3                          | towarzyski                   |

## Sukcesy
Royale Union Saint-Gilloise
- Mistrzostwo Belgii (3): 1932/33, 1933/34, 1934/35